# Доминиканский манго
Доминиканский манго (лат. Anthracothorax dominicus) — вид птиц семейства колибри.
Учёные различают два подвида, которые часто рассматриваются отдельными видами: один обитает на острове Гаити и соседних островах, другой — на острове Пуэрто-Рико и соседних островах.

## Описание

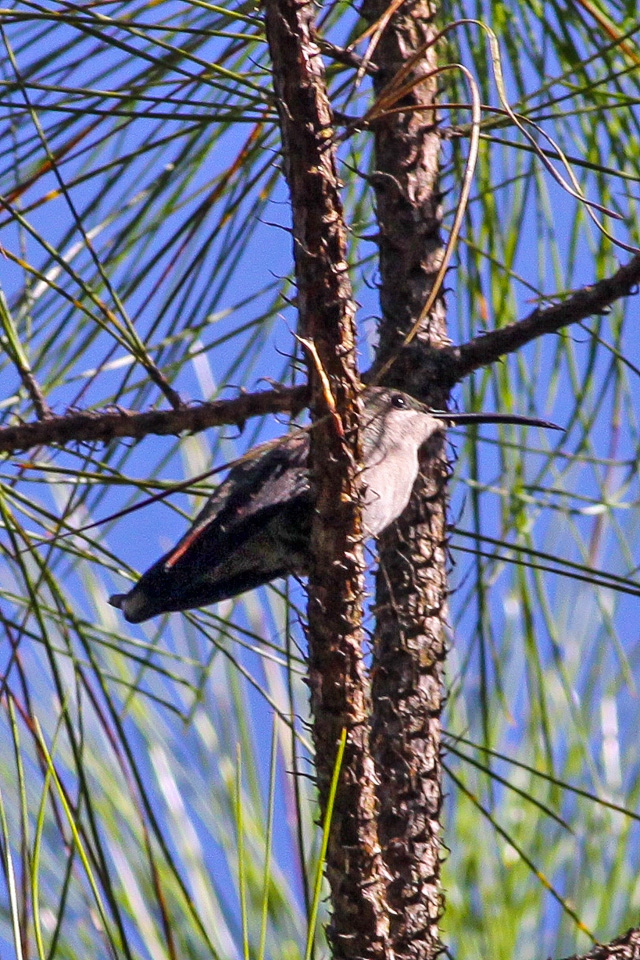
Самка доминиканского манго в национальном парке Сьерра-де-Баоруко, Доминиканская республика

Доминиканские манго — довольно крупные колибри с относительно длинным, слегка загнутым вниз клювом.
Самцы доминиканского манго имеют блестящее бронзово-зелёное оперение в верхней части, бархатно-чёрное — в нижней, горло и подбородок металлического зелёного цвета, хвост фиолетовый с сине-чёрными кончиками перьев. Самки, которые также имеют блестящее бронзово-зелёное оперение в верхней части, в нижней окрашены в серый цвет, переходящий в бледно-белый в районе брюха, хвост фиолетово-коричневый. Кроме того, у самок заметно небольшое белое пятно за глазом. Молодые самцы похожи на самок, но у них есть бархатно-чёрная срединная полоса и отсутствует белое пятно за глазом. Птицы имеют слегка изогнутый чёрный клюв.
Отличительными особенностями пуэрто-риканского манго при этом называют распространение сине-чёрной полосы только в области горла и груди до середины живота, а не полностью как у доминиканского манго. У самцов центральные перья хвоста окрашены в бронзово-зелёный, у самок наружние перья хвоста коричнево-серые. Самки пуэрто-риканского манго также имеют заментное небольшое пятно за глазом, которое отсутствует у молодых самцов, в целом похожих на самок.
Длина доминиканского манго по данным Handbook of the Birds of the World (HBW Alive) составляет 11 — 12,5 см, масса самцов — 6—8,2 г, самок — 4—7 г. Длина пуэрто-риканского манго — 11—12 см, масса самцов — 4,8—7,2 г, самок — 4—6,4 г. Птицы с Пуэрто-Рико заметно меньше, длина крыла составляет 4.15, хвоста — 5.63 ?).
Как на Гаити, так и в Пуэрто-Рико, это довольно тихая птица, для которой отсутствует подробное описание репертуара. Среди звуковых сигналов повторяющийся короткий «tsip» и высокая переливающаяся трель.

## Распространение
Доминиканский подвид данного вида колибри-манго обитает на острове Гаити и крупных соседних островах Тортю, Гонав, Ваш и Беата. Встречаются в национальном парке Хосе дель Кармен Рамиреса и национальном парке Сьерра-де-Баоруко (Доминиканская Республика) и в биосферном резервате Макайа (Гаити). Наиболее распространён в полузасушливых регионах, может обитать в садах, на тенистых кофейных плантациях и на холмах с засушливым кустарником вдоль побережья. Встречается на высоте до 2600 метров над уровня моря, при этом редко бывает на высотах выше 1500 метров и в сосновых лесах выше 1100 метров. Присутствие на больших высотах обычно свидетельствует о деградации лесов.
Ареал пуэрто-риканского подвида составляет 30200 км² и включает собственно Пуэрто-Рико, Британские Виргинские острова и Виргинские острова. В Пуэрто-Рико манго обитает главным образом в низинах, садах и на лесных опушках, обычно распространены в прибрежных районах с довольно редкими деревьями на высоте до 800 метров над уровнем моря. Он являются самым многочисленным из пяти видов колибри, присутствующих на самом острове и на соседних островах. Вероятно, птицы вымерли на островах Сент-Джон, Анегада, Вьекес и стали редки в восточной части Пуэрто-Рико, не выдержав конкуренции с Eulampis holosericeus.
Птицы не мигрируют. Относится к видам, вызывающим наименьшие опасения, но находится в приложении CITES II конвенции о международной торговле видами дикой фауны и флоры, находящимися под угрозой исчезновения, то есть осуществляется контроль над их торговлей.

## Питание
В основном птицы питаются нектаром цветущих растений из родов кордия (Cordia), инга (Inga), мелокактус (Melocactus), баугиния (Bauhinia), ипомея (Ipomoea), гибискус (Hibiscus), эритрина (Erythrina), Sabinea и других. Могут ловить в воздухе насекомых и снимать пауков с поверхности листьев и коры. Птицы находят пропитание преимущественно на высоте 4—20 метров над землёй, но могут питаться и на более низких высотах до 2 метров. Самцы защищают свои богатые нектаром территории.

## Размножение

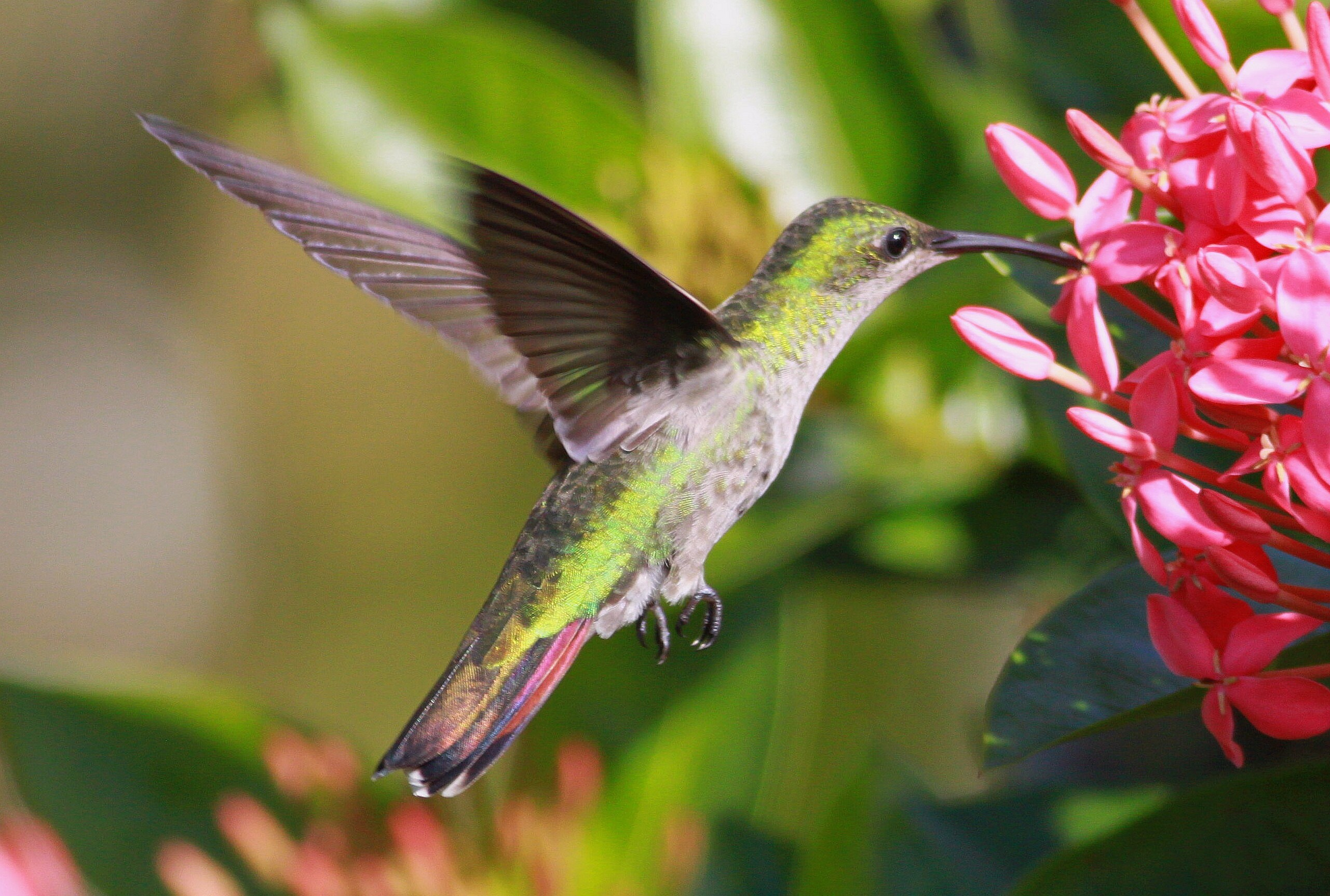
Самка доминиканского манго на острове Гаити

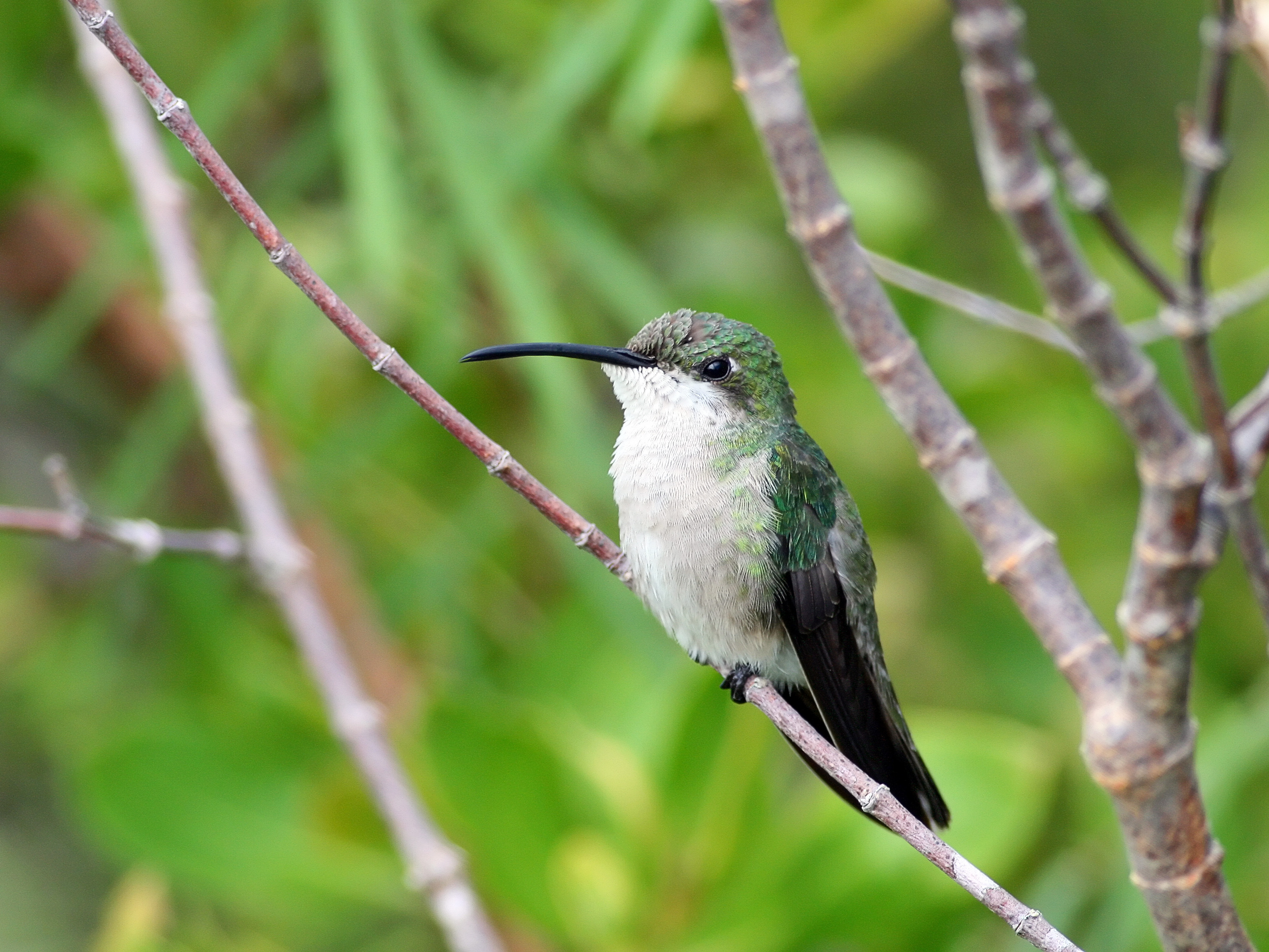
Самка доминиканского манго на острове Пуэрто-Рико

Доминиканский манго может откладывать яйца в любое время года, но основным сезоном считается период с декабря по август. В Пуэрто-Рико большинство гнёзд зафиксировано в период с декабря по август. Возможно, птицы откладывают яйца дважды в год.
Птицы строят компактное чашеобразное гнездо на деревьях, кустарниках или кактусах на высоте от 1 до 10 метров (по исследованиям на юго-западе Доминиканской Республики гнёзда расположены на высоте от 1 до 7 метров, со средней высотой 3,1 метра). Гнездо обычно выложено мягкими растительными волокнами и покрыто лишайниками, мхом и паутиной.
Кладка содержит два белых яйца. Птенцы покрыты чёрным пухом с двумя сероватыми дорсальными рядами перьев. В Пуэрто-Рико яйца в течение 15 дней высиживает самка, птенцы остаются в гнезде ещё 22—25 дней.

## Систематика
Птица с Пуэрто-Рико была впервые описана в 1801 году французскими учёными Жаном Батистом Одбером и Луи Жаном Пьером Вьейо под названием Trochilus aurulentus (от лат. aurum — «золото»). Род Anthracothorax (от греч. anthrax — «уголь, чёрный» и греч. thorax — «грудь») был выделен в 1831 году немецким зоологом Фридрихом Бойе. Видовое название dominicus связано с местообитанием птиц и названием, которое дал птице французский зоолог Матюрен-Жак Бриссон в 1760 году — Colibry de S. Domingue.
Данный вид включает два подвида, которые некоторыми учёными рассматриваются как отдельные виды:
- A. d. dominicus обитает на острове Гаити и островах-сателлитах[6];
- A. d. aurulentus обитает на острове Пуэрто-Рико и островах-сателлитах[5].